# Sore
Sore is een gemeente in het Franse departement Landes (regio Nouvelle-Aquitaine). De plaats maakt deel uit van het arrondissement Mont-de-Marsan. Sore telde op 1 januari 2022 1.162 inwoners.

## Geografie
De oppervlakte van Sore bedroeg op 1 januari 2022 147,72 vierkante kilometer; de bevolkingsdichtheid was toen 7,9 inwoners per km².

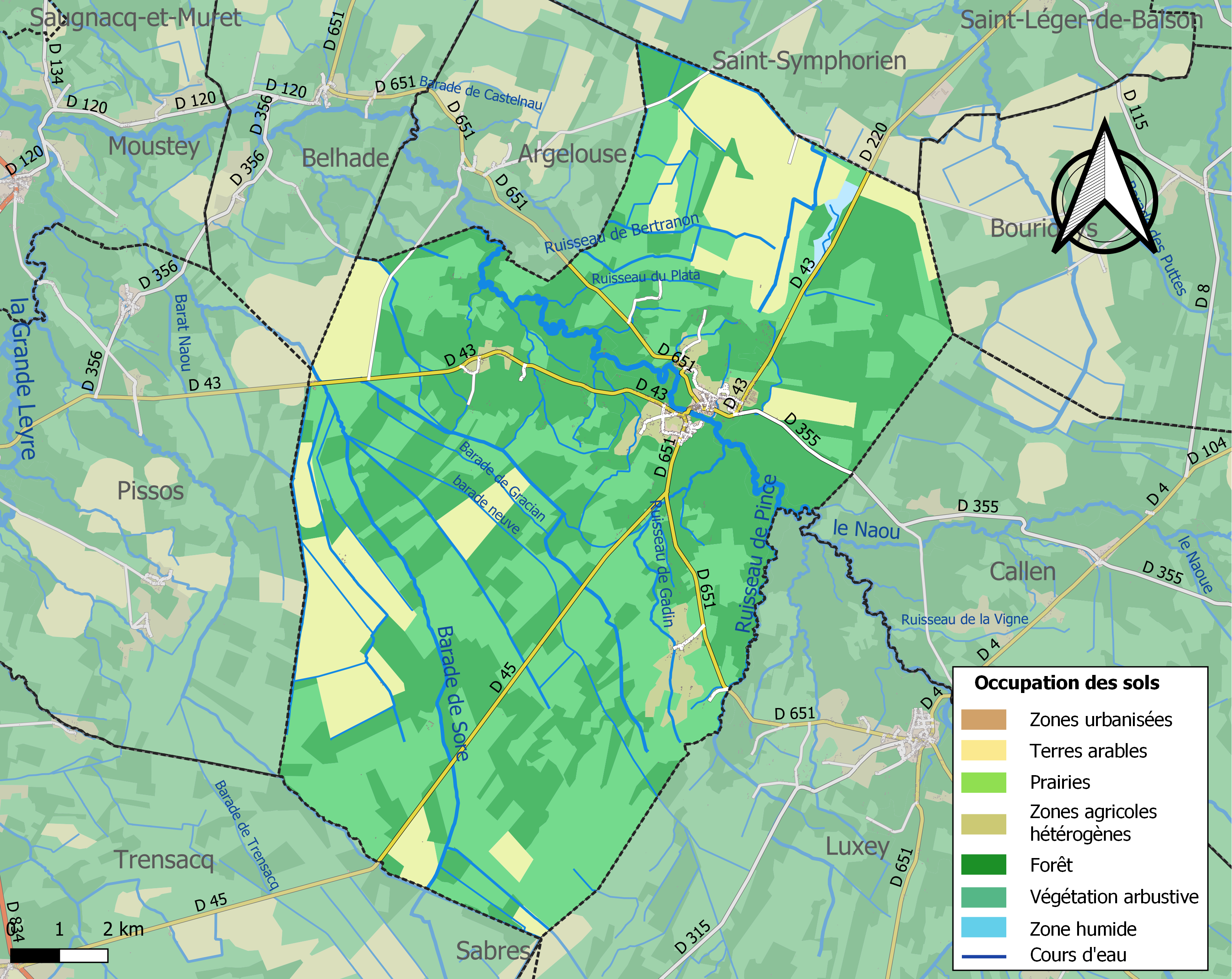
Kaart van de gemeente met de belangrijkste infrastructuur, bodemgebruik en omliggende gemeenten

## Demografie
Onderstaande figuur toont het verloop van het inwonertal (bron: INSEE-tellingen).